# Ruisseau de Recologne
Le Ruisseau de Recologne est un ruisseau coulant dans le département du Doubs, dans la région Bourgogne-Franche-Comté, et un affluent gauche de l'Ognon, donc un sous-affluent du fleuve le Rhône par la Saône. Le ruisseau a pour surnom la noire onde.

## Géographie
De 15,2 km de longueur, le Ruisseau de Recologne prend sa source sur la commune de Dannemarie-sur-Crète à 265 m d’altitude sous le nom de Ruisseau des Prés et s’écoule en direction du nord. En aval de Vaux-les-Prés, il est rejoint par le ruisseau de Rix en rive droite puis il traverse Noironte et change une première fois de nom pour devenir le ruisseau de Noironte et il oblique alors vers l’ouest et reçoit les eaux du ruisseau de Placey en rive gauche. Après avoir traversé Recologne, il prend le nom de ruisseau de Recologne, reçoit les eaux du Ruisseau du Breuil (aussi appelé ruisseau de Recologne) et va ensuite se jeter dans l'Ognon en amont de Ruffey-le-Château.

### Communes et cantons traversés
Dans le seul département du Doubs, le ruisseau de Recologne traverse les huit communes suivantes de Dannemarie-sur-Crète, Chemaudin, Mazerolles-le-Salin, Champagney, Audeux, Noironte, Recologne et Ruffey-le-Château.

### Bassin versant
Le ruisseau de Recologne traverse une seule zone hydrographique « L'Ognon de la Lanterne de Chaucenne incluse au ruisseau de la Vèze » (U107),.

## Affluents
Le ruisseau de Recologne a trois affluents référencés dans la base SANDRE :
- Ruisseau de Rix[2].
  - Ruisseau de Baigne-Cul.
- Ruisseau de Placey[3].
- Ruisseau du Breuil[4].
  - Ruisseau de Lantenne.
  - Ruisseau de Pommeau.
    - Ruisseau de Corcondray.

### Rang de Strahler
Donc le rang de Strahler du ruisseau de Recologne est de quatre par le ruisseau du Breuil.

## Hydrologie

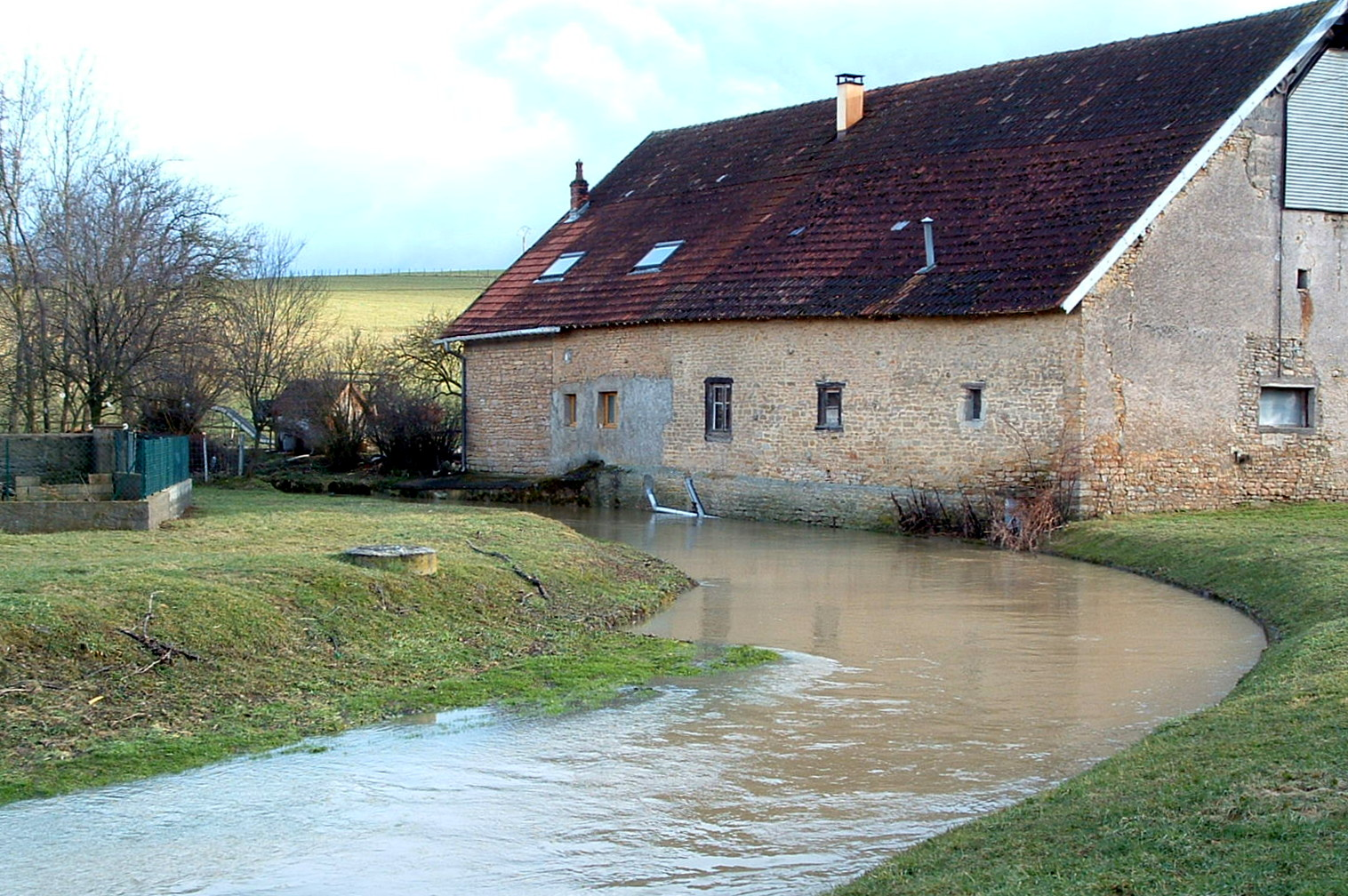
Le ruisseau en crue à Noironte.

Le ruisseau de Recologne présente des fluctuations saisonnières de débit assez marquées. Son régime hydrologique est dit pluvial.